# Baisheng (socken i Kina, Guangxi)
Baisheng (kinesiska: 百省乡, 百省) är en socken i Kina. Den ligger i den autonoma regionen Guangxi, i den södra delen av landet, omkring 270 kilometer väster om regionhuvudstaden Nanning. Antalet invånare är 14046. Befolkningen består av 6 718 kvinnor och 7 328 män. Barn under 15 år utgör 23,0 %, vuxna 15-64 år 67 %, och äldre över 65 år 9,0 %.
Genomsnittlig årsnederbörd är 1 723 millimeter. Den regnigaste månaden är juni, med i genomsnitt 333 mm nederbörd, och den torraste är februari, med 15 mm nederbörd.